# Uniemyśl, Zachodniopomorskie
Uniemyśl [uˈɲemɨɕl] (trước đây là Đức Wilhelmsdorf) - là một ngôi làng thuộc khu hành chính của Cảnh sát Gmina, thuộc Hạt Cảnh sát, West Pomeranian Voivodeship, ở phía tây bắc Ba Lan, gần biên giới Đức. Nó nằm khoảng 12 kilômét (7 mi) phía bắc của Cảnh sát và 24 km (15 mi) phía bắc thủ đô khu vực Szczecin.

## Lịch sử
Các tài liệu tham khảo đầu tiên về Uniemyśl (Wilhelmsdorf) đến từ năm 1760. Trước năm 1945, khu vực này là một phần của Đức. Đối với lịch sử của khu vực, xem Lịch sử của Pomerania.
Uniemyśl, được biết đến với cái tên Wilhelmsdorf cho cư dân của mình trong khi là một phần của Đức, đã trở thành một phần của Ba Lan sau khi Thế chiến II kết thúc và đổi tên thành Uniemyśl của Ba Lan.
Dưới đây là thời gian sẽ hiển thị lịch sử của các chính quyền khác nhau mà thành phố này đã được đưa vào.
Thành viên chính trị - hành chính 
- liên_kết= 1815 - 1866: Liên bang Đức, Vương quốc Phổ, Pomerania
- liên_kết= 1866 - 1871: Liên minh Bắc Đức, Vương quốc Phổ, Pomerania
- liên_kết= 1871 - 1918: Đế quốc Đức, Vương quốc Phổ, Pomerania
- liên_kết= 1919 - 1933: Weimarer Republik, Nhà nước Phổ tự do, Pomerania
- liên_kết= 1933 - 1945: Đức Quốc xã, Pomerania
- liên_kết= Năm 1945 - 1946: Cảnh sát Eniances, (khu vực báo cáo với Hồng quân)
- liên_kết= 1946 - 1952: Cộng hòa Nhân dân Ba Lan, Szczecin Voivodeship
- liên_kết= 1952 - 1975: Cộng hòa Nhân dân Ba Lan, Szczecin Voivodeship
- liên_kết= 1975 - 1989: Cộng hòa Nhân dân Ba Lan, Szczecin Voivodeship
- liên_kết= 1989 - 1998: Ba Lan, Szczecin Voivodeship
- liên_kết= 1999 - Hiện tại: Ba Lan, Western Pomerania, Hạt cảnh sát powiat, Cảnh sát gmina

Di tích
- Nhà từ năm 30. và 40. thế kỷ 20
- Ga xe lửa từ năm 30. thế kỷ 20

Nhân khẩu học
- Làng có dân số:[2]
- 1862 - 162
- 1939 - 501
- Năm 1972 - 400
- 2001 - 315

## Du lịch
- Đường dẫn PTTK (lối đi xanh liên_kết= Đường mòn của các nhà nghiên cứu về loài chim - Szlak Ornitologów) trong một khu vực của Uniemy Wl trong Rừng Wkrzanska.[3]
- Đường dành cho xe đạp (màu đỏ liên_kết= Đường mòn "Puszcza Wkrzańska" - Szlak "Puszcza Wkrzańska") trong một khu vực của Uniemyśl trong rừng Wkrzanska.[3]